# Charles Howard, VII conte di Suffolk
Charles Howard (9 maggio 1693 – 8 febbraio 1722) è stato un nobile e politico inglese.

## Biografia
Era figlio di Henry Howard, VI conte di Suffolk e di Lady Auberie Anne Penelope O'Brien.
Come suo padre, studiò al Magdalene College di Cambridge nel 1685.
Con i titoli di Lord Chesterford dal 1706 al 1709 e di Lord Walden dal 1709 al 1718, poté sedere in parlamento. Con la morte del conte suo padre nel 1718 ereditò sia le contee di Suffolk e Bindon sia la carica di Lord luogotenente dell'Essex.
Morì nel 1722 senza lasciare prole legittima. La contea di Bindon si estinse mentre quella di Suffolk venne ereditata da suo zio paterno Edward Howard.

## Ascendenza
|                                      |                                       |                                          | Genitori                                |  |  | Nonni |  |  | Bisnonni                               |  |  | Trisnonni                         |  |
|                                      |                                       |                                          |                                         |  |  |       |  |  | Theophilus Howard, II conte di Suffolk |  |  | Thomas Howard, I conte di Suffolk |  |
|                                      |                                       |                                          |                                         |  |  |       |  |  | Theophilus Howard, II conte di Suffolk |  |  | Thomas Howard, I conte di Suffolk |  |
|                                      |                                       | Katherine Knyvett                        |                                         |  |  |       |  |  | Theophilus Howard, II conte di Suffolk |  |  |                                   |  |
| Henry Howard, V conte di Suffolk     |                                       |                                          |                                         |  |  |       |  |  | Theophilus Howard, II conte di Suffolk |  |  |                                   |  |
|                                      |                                       | Elizabeth Home                           | George Home, I conte di Dunbar          |  |  |       |  |  |                                        |  |  |                                   |  |
|                                      |                                       | Elizabeth Home                           | George Home, I conte di Dunbar          |  |  |       |  |  |                                        |  |  |                                   |  |
|                                      |                                       | Elizabeth Home                           | Elizabeth Gordon                        |  |  |       |  |  |                                        |  |  |                                   |  |
| Henry Howard, VI conte di Suffolk    |                                       | Elizabeth Home                           |                                         |  |  |       |  |  |                                        |  |  |                                   |  |
|                                      |                                       | Andrew Stewart, III barone Castle Stuart | Andrew Stewart, II barone Castle Stuart |  |  |       |  |  |                                        |  |  |                                   |  |
|                                      |                                       | Andrew Stewart, III barone Castle Stuart | Andrew Stewart, II barone Castle Stuart |  |  |       |  |  |                                        |  |  |                                   |  |
|                                      |                                       | Andrew Stewart, III barone Castle Stuart | Anne Stewart                            |  |  |       |  |  |                                        |  |  |                                   |  |
| Mary Stewart                         |                                       | Andrew Stewart, III barone Castle Stuart |                                         |  |  |       |  |  |                                        |  |  |                                   |  |
|                                      |                                       | Joyce Blundell                           | Arthur Blundell                         |  |  |       |  |  |                                        |  |  |                                   |  |
|                                      |                                       | Joyce Blundell                           | Arthur Blundell                         |  |  |       |  |  |                                        |  |  |                                   |  |
|                                      |                                       | Joyce Blundell                           | Susanna Bengeratt                       |  |  |       |  |  |                                        |  |  |                                   |  |
| Charles Howard, VII conte di Suffolk |                                       | Joyce Blundell                           |                                         |  |  |       |  |  |                                        |  |  |                                   |  |
|                                      | Barnabas O'Brien, VI conte di Thomond | Donogh O'Brien, IV conte di Thomond      |                                         |  |  |       |  |  |                                        |  |  |                                   |  |
|                                      | Barnabas O'Brien, VI conte di Thomond | Donogh O'Brien, IV conte di Thomond      |                                         |  |  |       |  |  |                                        |  |  |                                   |  |
|                                      | Barnabas O'Brien, VI conte di Thomond | Elizabeth FitzGerald                     |                                         |  |  |       |  |  |                                        |  |  |                                   |  |
| Henry O'Brien, VII conte di Thomond  | Barnabas O'Brien, VI conte di Thomond |                                          |                                         |  |  |       |  |  |                                        |  |  |                                   |  |
|                                      |                                       | Anne Fermor                              | George Fermor                           |  |  |       |  |  |                                        |  |  |                                   |  |
|                                      |                                       | Anne Fermor                              | George Fermor                           |  |  |       |  |  |                                        |  |  |                                   |  |
|                                      |                                       | Anne Fermor                              | Mary Curson                             |  |  |       |  |  |                                        |  |  |                                   |  |
| Auberie Anne Penelope O'Brien        |                                       | Anne Fermor                              |                                         |  |  |       |  |  |                                        |  |  |                                   |  |
|                                      |                                       | Francis Russell, II baronetto            | William Russell, I baronetto            |  |  |       |  |  |                                        |  |  |                                   |  |
|                                      |                                       | Francis Russell, II baronetto            | William Russell, I baronetto            |  |  |       |  |  |                                        |  |  |                                   |  |
|                                      |                                       | Francis Russell, II baronetto            | Elizabeth Gerard                        |  |  |       |  |  |                                        |  |  |                                   |  |
| Sarah Russell                        |                                       | Francis Russell, II baronetto            |                                         |  |  |       |  |  |                                        |  |  |                                   |  |
|                                      |                                       | Catherine Wheatley                       | John Wheatley                           |  |  |       |  |  |                                        |  |  |                                   |  |
|                                      |                                       | Catherine Wheatley                       | John Wheatley                           |  |  |       |  |  |                                        |  |  |                                   |  |
|                                      |                                       | Catherine Wheatley                       | Elizabeth Smallpage                     |  |  |       |  |  |                                        |  |  |                                   |  |
|                                      |                                       | Catherine Wheatley                       |                                         |  |  |       |  |  |                                        |  |  |                                   |  |